# Cyrtopogon malistus
Cyrtopogon malistus là một loài ruồi trong họ Asilidae. Cyrtopogon malistus được Richter miêu tả năm 1974. Loài này phân bố ở vùng Cổ Bắc giới và châu Á.